# Brasser
En vocabulaire maritime, brasser se dit de l'action d'orienter la voilure d'un navire, par exemple en tirant sur les écoutes ou les amures et en relâchant l'autre côté. Cette opération nécessitait beaucoup de personnel (et donc de bras) pour haler sur les cordages car c'était souvent l'ensemble du phare (désignation d'un mât avec toutes ses voiles carrées) qu'il fallait orienter lors d'un changement de route. L'ensemble de ces actions s'appellent le brasseyage et était plus ou moins difficile en fonction des frottements des cordages, des espars et des voiles.

## Description
Les bras désignaient les cordages utilisés pour l'orientation du plan de voilure alors que les écoutes (désignation utilisée aujourd'hui pour la même fonction sur les voiliers modernes) étaient utilisées pour fixer les empointures des voiles sur les vergues des navires à voiles carrées d'autrefois
Sur les petits voiliers modernes, le bras désigne l'écoute située du côté « au vent » d'une voile d'allures portantes comme le Spinnaker et les deux dénominations sont interchangeables au gré des amures (côté qui reçoit le vent), mais sur les voiliers anciens , à phares carrés, le bras était un cordage distinct de l'écoute.
Le réglage (ou brasseyage) se faisait à bras d'hommes, à l'aide de palans repris sur une pièce de charpente très robuste (l'arc - boutant de brasseyage), en saillie, située à l'extrême arrière au niveau de la dunette. Par la suite , sur les grands voiliers d'acier des années 1880-1920, la mécanique fit son apparition à bord, avec une diminution drastique du nombre de matelots...et des frais de personnel. 
On installa sur les navires de treuils spéciaux, à poupées multiples et muni de manivelles et d'un jeu d'engrenages assez sophistiqués  à démultiplication variable (les treuils à brasser), puis sur la toute fin de l'ère de la voile des treuils attelés à une machine à vapeur auxiliaire (plaisamment dénommée petit cheval par les matelots) qui était aussi utilisée à quai pour la manutention de la cargaison.
Une chanson de marin célèbre dit : « et brassons bien partout carré, Nous sommes plein vent arrière ». Un navire brassé-carré est un navire qui avance au vent arrière, avec les vergues perpendiculaires à l'axe du bateau, allure calme et portante, synonyme de voyage agréable.

## Plaisanterie sur les gendarmes
Dans le jargon des matelots du temps de la voile les gendarmes, chargés de ramener à bord les matelots imbibés d'alcool lors de la dernière bordée avant l'appareillage, et défrayés pour cela d'une somme réglementairement fixée par l'Inscription maritime, étaient surnommés avec un brin de malice « Les Brassés Carrés ».
Cette appellation saugrenue fait référence au traditionnel bicorne des gendarmes, qui était réglementairement porté à la perpendiculaire du sens de la marche, comme les vergues brassées à 90° pour un navire à phares carrés courant plein vent arrière.